# Leucanopsis notodontina
Leucanopsis notodontina är en fjärilsart som beskrevs av Rothschild 1910. Leucanopsis notodontina ingår i släktet Leucanopsis och familjen björnspinnare. Inga underarter finns listade i Catalogue of Life.